# Scotto-Australiens
Les Scotto-Australiens sont les citoyens d'Australie qui ont des ancêtres écossais. Selon le recensement de 2016, il y a 907 568 résidents australiens qui sont nés en Écosse alors que 2 023 470 personnes revendiquent des ancêtres écossais.